# Riềng maclure
Riềng maclure (danh pháp hai phần: Alpinia maclurei) là cây thân thảo thuộc họ Gừng.
Cây có thể cao đến 2 m, ra hoa tháng 3 đến tháng 7..
Cây có mặt ở Trung Quốc (đảo Hải Nam), Việt Nam (khu vực Tam Đảo).